# Mülheim an der Mosel

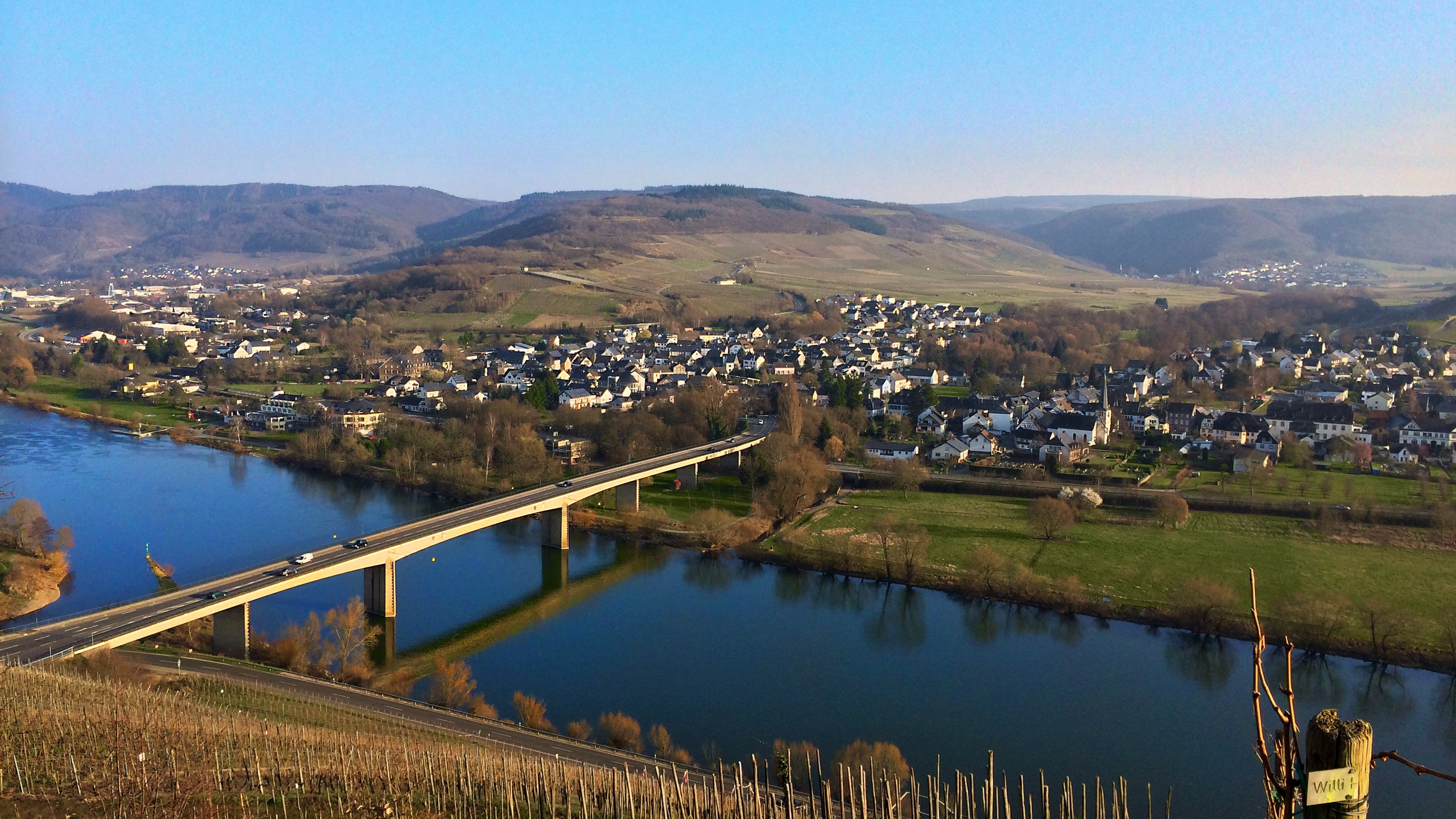
Blick auf Mülheim (2014)

Mülheim an der Mosel ist eine Ortsgemeinde im Landkreis Bernkastel-Wittlich in Rheinland-Pfalz. Sie gehört der Verbandsgemeinde Bernkastel-Kues an.

## Geographie

### Geographische Lage
Mülheim liegt, umgeben von Weinbergen, Wiesen und Wäldern, in der Natur- und Kulturlandschaft des Moseltals bei Bernkastel-Kues unweit der Universitätsstadt Trier. Mülheim befindet sich am rechten Ufer des Flusses, wo sich das Tal zu einer Landschaft zu weiten beginnt, die von flachen Uferhängen und einstigen Moselschleifen bestimmt ist. Der Ort liegt am Fuße eines kleinen schmalen Umlaufberges, dem Geisberg, der umschlossen wird von einem abgeschnittenen Urstromtal der Mosel, rundum mit Reben bepflanzt und angeblich der einzige komplett mit Wein bebaute Berg Europas ist.

### Raumplanung
Benachbarte Gemeinden sind unter anderem Brauneberg oder auch Lieser. Nächstgelegenes Mittelzentrum ist die Stadt Bernkastel-Kues, etwa vier Kilometer entfernt, sowie die Kreisstadt Wittlich, etwa zwölf Kilometer entfernt. Trier liegt in etwa 33 Kilometer Entfernung.

### Klima
Mülheim liegt in der Übergangszone vom gemäßigten Seeklima zum Kontinentalklima; es herrscht ein im Vergleich zu anderen Regionen Deutschlands sehr warmes und sonniges Klima – im unmittelbar benachbarten Brauneberg wurde am 11. August 1998 die Rekordtemperatur von 41,2 °C im Schatten, die höchste jemals in der Bundesrepublik gemessene Lufttemperatur, festgestellt. Durch die Eifelbarriere liegt Mülheim im Schutz und Regenschatten von Westwinden, die außerdem einen Föhneffekt bewirken können. Gleichzeitig wird eine Lufterwärmung durch geringen Luftaustausch mit dem Umland begünstigt. Damit verbunden ist aufgrund der ständigen Verdunstung des Moselwassers eine regelmäßig hohe Luftfeuchtigkeit, die insbesondere im Sommer für teilweise belastendes, schwüles Wetter sorgt und zahlreiche Gewitter mit sich bringt.

## Geschichte
In der näheren Umgebung fand man Siedlungsreste aus der Bronzezeit sowie die Ruine einer Fluchtburg, der Heidenmauer, welche sich einige Kilometer entfernt von Mülheim hinter dem Schloss Veldenz befindet. Bereits etwa 500 v. Chr. erfolgte eine Besiedlung durch die Treverer, ein keltisch-germanisches Mischvolk, von dem sich auch der lateinische Name der Stadt Trier Augusta Treverorum herleitet. Rund 50 v. Chr. bis 500 n. Chr. folgten schließlich die Römer. Nach dem Zusammenbruch der Römerherrschaft übernahmen die salischen Franken das Gebiet um Mülheim, das deren König Childebert II. urkundlich 591 n. Chr. dem Bischof Agericus von Verdun schenkte. Bischöflich eingesetzte Fürsten aus dem Nahegau machten sich mehr und mehr selbständig und trugen ab 1129 den Grafentitel. Mülheim war fortan Teil der Grafschaft Veldenz, die jedoch nach Aussterben des ersten und zweiten Grafengeschlechts zunächst an das neue Fürstentum Pfalz-Zweibrücken und schließlich 1694 im Erbgang an die Kurpfalz fiel. Im Jahr 1752 wurde im nicht weit entfernten Burgen der überregional bekannte Räuber Johann Peter Petri, genannt Schwarzer Peter, geboren. Bis zum Ende des 18. Jahrhunderts gehörte Mülheim zur Grafschaft Veldenz. Von 1798 bis 1814 gehörte Mülheim zum französischen Kanton Bernkastel und war Sitz einer Mairie. Nach dem Wiener Kongress (1815) kam Mülheim zu Preußen. Seit 1946 ist die Gemeinde Teil des damals neu gebildeten Landes Rheinland-Pfalz.
Am 1. Juni 2013 wurde der Gemeindename von Mülheim (Mosel) wieder auf die ursprüngliche, noch im Jahr 1909 existierende Schreibweise Mülheim an der Mosel geändert.

## Politik

### Gemeinderat
Der Ortsgemeinderat in Mülheim besteht aus 16 Ratsmitgliedern, die bei der Kommunalwahl am 9. Juni 2024 in einer personalisierten Verhältniswahl gewählt wurden, und dem ehrenamtlichen Ortsbürgermeister als Vorsitzendem.
Die Sitzverteilung im Ortsgemeinderat:
| Wahl | WGL a | WGFe b | WGFa c | WGB d | Gesamt   |
| ---- | ----- | ------ | ------ | ----- | -------- |
| 2024 | 6     | 6      | 4      | –     | 16 Sitze |
| 2019 | –     | 5      | 4      | 7     | 16 Sitze |
| 2014 | –     | 5      | 5      | 6     | 16 Sitze |
| 2009 | –     | 4      | 5      | 7     | 16 Sitze |

### Bauwerke

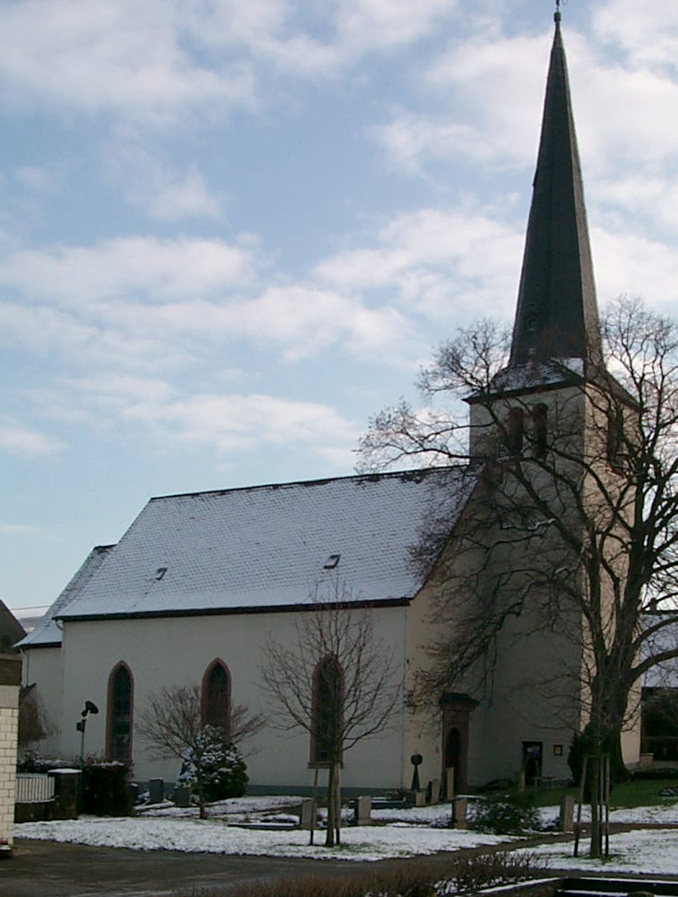
Evangelische Kirche

### Bürgermeister
Friedhelm Leimbrock wurde 2010 Ortsbürgermeister von Mülheim. Bei der Direktwahl am 26. Mai 2019 wurde er mit einem Stimmenanteil von 90,52 % in seinem Amt bestätigt. Da für die Direktwahl am 9. Juni 2024 kein Wahlvorschlag eingereicht wurde, oblag die Neuwahl des Bürgermeisters gemäß rheinland-pfälzischer Gemeindeordnung dem Rat. Dieser bestätigte Friedhelm Leimbrock am 10. Juli 2024 für weitere fünf Jahre in seinem Amt.

### Wappen
| Wappen von Mülheim an der Mosel | Blasonierung: „Das Wappen von Mülheim enthält den blauen Veldenzer Löwen mit roter Zunge und goldbewehrten Krallen sowie seinem besonderen Kennzeichen, dem gelben Mühlrad.“ |
| Wappen von Mülheim an der Mosel | Wappenbegründung: Die Farben rot und gold, beziehungsweise gelb entnahm man der Helmzier des Wappens der Grafschaft Veldenz. Im Jahr 1835 wurde der Löwe im Wappen Mülheims vom König von Bayern als Bayrischer Löwe ins dortige Staatswappen übernommen, wo er bis zum Ende des Ersten Weltkrieges, als der letzte bayerische König Ludwig III. im Zuge der Novemberrevolution abdanken musste, verblieb. |

## Kultur und Sehenswürdigkeiten

### Regelmäßige Veranstaltungen
Regelmäßig finden in Mülheim Heimat- und Weinfeste statt. Höhepunkt im Jahreskalender ist der Mülheimer Markt, ein von den Grafen im Jahr 1555 eingerichteter Markt- und Gerichtstag, der heute als Weinfest mit Festzug, Marktständen und Rummelplatz gefeiert wird. Der Mülheimer Markt findet nicht an einem Wochenende, sondern alljährlich zwischen dem ersten Dienstag und Donnerstag im August statt. Trotz dieser Tatsache steht er den übrigen Weinfesten in der Verbandsgemeinde Bernkastel-Kues um nichts nach und ist stets gut besucht. Außerdem finden alljährlich weitere, kleinere Veranstaltungen statt, wie beispielsweise das Sonnenschirmfest oder der Nikolaus-Familienabend.

## Wirtschaft und Infrastruktur
Weinbau und auch Tourismus spielen eine bedeutende Rolle. Eine Nahversorgung mit Lebensmitteln ist gewährleistet. Das Winzerdorf besitzt außerdem eine Schiffsanlegestelle, von der aus Rundfahrten möglich sind. Ferner entstanden in Mülheim seit Mitte der 1990er-Jahre mehrere First-Class-Hotels für hohe Ansprüche. Die Ortsgemeinde zählt zum Verkehrsverbund Region Trier (VRT), der neben der kreisfreien Stadt Trier die Landkreise Bernkastel-Wittlich, Bitburg-Prüm, Vulkaneifel und Trier-Saarburg umfasst.

## Söhne des Ortes
- Johann Friedrich Herrmann (1824–1903), Gutsbesitzer und Politiker
- Karlheinz Boujong (1931–2004), Richter am Bundesgerichtshof
- Wolfram F. Richter (* 1948), Volkswirt
- Norbert Irsch (* 1945), Volkswirt, Chefvolkswirt KfW-Bankengruppe (2002–2012)[10]

## Trivia
Der Wein aus der Mülheimer Weinlage Sonnenlay ist auch bekannt als Zeppelin-Wein. Dies ist damit zu begründen, dass er auf Fahrten von Zeppelinen im 20. Jahrhundert sehr häufig getrunken wurde. Jährlich wird im Dorf ein bestimmter Wein zum Zeppelin-Wein bestimmt.